# Râul Negovanu, Boșorogu
Râul Negovanu este un curs de apă, afluent al râului Boșorogu. 